# BV Bad Lippspringe
Der BV Bad Lippspringe (vollständiger Name: Ballspielverein e. V. von 1910 Bad Lippspringe) ist ein Fußballverein aus Bad Lippspringe. In der Saison 1976/77 nahm die Mannschaft am DFB-Pokal teil.

## Geschichte
Der Verein wurde im Jahre 1910 gegründet. Nach dem Zweiten Weltkrieg wurden die Lippspringer Meister der Bezirksklasse Paderborn im Volkssportverband Westfalen, verpasste aber nach Entscheidungsspielen gegen Westfalia Ahlen die Qualifikation zur Aufstiegsrunde zur Landesliga Westfalen. In den folgenden Jahren wurde der BV zur Spitzenmannschaft in der Bezirksklasse und wurde 1949 und 1951 Vizemeister hinter TuRa Elsen bzw. dem VfL Geseke. Schließlich gelang im Jahre 1956 der Aufstieg in die damals viertklassige Landesliga. Nach einem fünften Platz in der Saison 1958/59 folgte ein Jahr später der Abstieg in die Bezirksklasse.
Erst 1964 gelang der erneute Aufstieg in die Landesliga, wo der BV in der Aufstiegssaison auf Anhieb Vierter wurde. Die A-Jugend der Bad Lippspringer gewann derweil im Jahre 1966 gemeinsam mit dem SC Neheim-Hüsten den erstmals ausgespielten Westfalenpokal. In den Spielzeiten 1970/71 sowie 1974/75 wurden die Männer erneut Vierter, ehe die Lippspringer in der Saison 1976/77 Dritter hinter dem TuS Schloß Neuhaus und dem VfB 03 Bielefeld wurde. In der gleichen Saison nahm der BV am DFB-Pokal teil. In der ersten Runde schieden die Bad Lippspringer nach einer 0:2-Niederlage beim südbadischen Verein VfR Achern aus. Im Jahre 1978 wurde der BV mit zwei Punkten Vorsprung auf den SC Verl Landesligameister und stieg in die Verbandsliga Westfalen auf. Wegen der gleichzeitigen Einführung der Oberliga Westfalen blieb der BVL viertklassig.
In der Verbandsliga gelang der Mannschaft ein guter Start und erreichte in den Spielzeiten 1978/79 sowie 1979/80 jeweils den dritten Platz. Es waren die besten Platzierungen der Vereinsgeschichte. 1980 verhinderte nur die schlechtere Tordifferenz gegenüber dem SC Recklinghausen die Vizemeisterschaft. In den folgenden Jahren rutschte die Mannschaft immer tiefer in der Tabelle, bis schließlich im Jahre 1984 als Tabellenletzter der Abstieg in die Landesliga folgte. Zwei Jahre später sicherte sich die Mannschaft erst in Entscheidungsspielen gegen den TuS Horn-Bad Meinberg und dem SV Oetinghausen den Klassenerhalt. 1987 stiegen die in die Gruppe 5 versetzten Lippspringer nach Entscheidungsspielen in die Bezirksliga ab und schafften im Jahre 1991 den Wiederaufstieg. 1998 und 2002 wurden die Lippspringer jeweils Dritter.
Im Jahre 2006 wurde der BVL Vizemeister hinter der SpVg Brakel, bevor die Mannschaft zwei Jahre später in die Bezirksliga absteigen musste. In den Jahren 2010, 2012, 2013 und 2014 wurden die Lippspringer jeweils Vizemeister hinter dem SV Heide Paderborn, dem FC Kaunitz, dem FC Augustdorf und Suryoye Paderborn, bevor den Lippspringern 2015 dann als Meister der Wiederaufstieg in die Landesliga gelang. Vier Jahre später stieg der Verein als abgeschlagener Tabellenletzter wieder ab, bevor 2025 der Wiederaufstieg in die Landesliga gelang.

## Erfolge
- Teilnahme am DFB-Pokal: 1976/77
- Aufstieg in die Verbandsliga Westfalen: 1978
- Aufstieg in die Landesliga Westfalen: 1956, 1964, 1991, 2015
- Westfalenpokalsieger der A-Junioren: 1966 (mit dem SC Neheim-Hüsten)

## Stadion
Der BV Bad Lippspringe trägt seine Heimspiele im Erol Lesik Kurwaldstadion aus. Das Stadion hat eine Kapazität von 6.000 Plätzen und wurde am 14. April 1968 mit einem Freundschaftsspiel gegen Borussia Mönchengladbach eröffnet. Über 8000 Zuschauer sahen einen 7:2-Sieg der Gäste. 2017 erwarb der Holzfachmarkt HATTA für zwei Jahre die Namensrechte. Anschließend gingen die Namensrechte an das Autohaus Lesik.

## Persönlichkeiten
- Daniel Brinkmann
- Till Brinkmann
- Werner Brosda
- Dettmar Cramer (Trainer 1948–1949)[7]
- René Deffke
- Antonio Di Salvo
- Markus Gellhaus
- César M’Boma